# Piers Courage
 Piers Courage  (27 de maig del 1942, Colchester, Anglaterra - 21 de juny del 1970, Circuit de Zandvoort, Països Baixos) fou un pilot de curses automobilístiques britànic que va arribar a disputar curses de Fórmula 1. Va morir un accident disputant una cursa al Circuit de Zandvoort, als Països Baixos.

## Carrera automobilística
Piers Courage va debutar a la primera cursa de la Temporada 1967 de Fórmula 1 (la divuitena temporada de la història) del campionat del món de la Fórmula 1, disputant el 2 de gener el Gran Premi de Sud-àfrica del 1967 al Circuit de Kyalami.
Va participar en un total de vint-i-nou curses puntuables pel campionat de la F1, disputades en quatre temporades consecutives (1967-1970) aconseguint en dues ocasions pujar al podi en segona posició de la cursa i aconseguint un total de vint punts pel campionat del món de pilots.

## Resultats a la Fórmula 1
| Any  | Equip                      | Xassís    | Motor | 1       | 2       | 3       | 4       | 5        | 6       | 7       | 8     | 9       | 10      | 11      | 12      | 13 | Posició | Punts |
| ---- | -------------------------- | --------- | ----- | ------- | ------- | ------- | ------- | -------- | ------- | ------- | ----- | ------- | ------- | ------- | ------- | -- | ------- | ----- |
| 1967 | Owen Racing Organisation   | Lotus     | BRM   | SUD Ret |         |         |         |          |         |         |       |         |         |         |         |    | -       | 0     |
| 1967 | Owen Racing Organisation   | BRM       | BRM   |         | MON Ret | HOL     | BEL     | FRA      | GBR NVS | ALE     | CAN   | ITA     | USA     | MEX     |         |    | -       | 0     |
| 1968 | Reg Parnell Racing         | BRM       | BRM   | SUD     | ESP Ret | MON Ret | BEL Ret | HOL Ret  | FRA 6   | GBR 8   | ALE 8 | ITA 4   | CAN Ret | USA Ret | MEX Ret |    | 19th    | 4     |
| 1969 | Frank Williams Racing Cars | Brabham   | Ford  | SUD     | ESP Ret | MON 2   | HOL Ret | FRA Ret  | GBR 5   | ALE Ret | ITA 5 | CAN Ret | USA 2   | MEX 10  |         |    | 8è      | 16    |
| 1970 | Frank Williams Racing Cars | De Tomaso | Ford  | SUD Ret | ESP NVS | MON NC  | BEL Ret | HOL MORT |         |         |       |         |         |         |         |    | -       | 0     |

### Resum[2]
| Curses: | Victòries: | Pòdiums: | Poles: | Voltes ràpides: | Punts: |
| ------- | ---------- | -------- | ------ | --------------- | ------ |
| 29      | 0          | 2        | 0      | 0               | 20     |